# 镇康裸趾虎
镇康裸趾虎（学名：Cyrtodactylus zhenkangensis）一种于中华人民共和国云南省西南部镇康县南伞镇发现的爬行动物，隶属于壁虎科裸趾虎属。其种加词“zhenkangensis”意为“云南省镇康县的”。

## 形态特征
镇康裸趾虎体型中等，体长78.1～87.4 毫米。头背为棕色带淡黄色，中线两侧有略对称的网状结构；身体背部为棕色，从前肢腋窝到尾基部约有九条淡黄色不规则横带和一条连续、狭窄的中脊纵纹；四肢背表面为棕色，手指和脚趾背上有一些浅黄色、不规则形状的带和一些小的浅黄色斑点；头部、身体和四肢的腹面呈灰色，没有条纹或斑点；尾巴呈棕黑色，有十个黄白色的环带；虹膜为铜黄色。

## 保护
本种于2023年被收录入《有重要生态、科学、社会价值的陆生野生动物名录》。